# Cupa României 1971/72
Der Cupa României in der Saison 1971/72 war das 34. Turnier um den rumänischen Fußballpokal. Sieger wurde Rapid Bukarest, das sich im Finale am 2. Juli 1972 gegen Jiul Petroșani durchsetzen konnte. Dadurch qualifizierte sich Rapid für den Europapokal der Pokalsieger. Titelverteidiger Steaua Bukarest war bereits im ersten Spiel ausgeschieden.

## Modus
Die Klubs der Divizia A stiegen erst in der Runde der letzten 32 Mannschaften ein und mussten zunächst auswärts antreten. Ab dem Achtelfinale wurden alle Spiele – abgesehen vom Finale, das traditionell in Bukarest stattfand – auf neutralem Platz ausgetragen. Es wurde jeweils nur eine Partie ausgetragen. Stand diese nach 90 Minuten unentschieden, folgte eine Verlängerung von 30 Minuten. Falls danach noch immer keine Entscheidung gefallen war, kam die klassentiefere Mannschaft weiter. Spielten beide in der gleichen Liga, wurde die Entscheidung im Elfmeterschießen herbeigeführt. Im Sechzehntelfinale kam im Falle eines Unentschiedens nach Verlängerung die auswärts spielende Mannschaft eine Runde weiter.

## Sechzehntelfinale
| Datum        |                       | Ergebnis             |                       |
| ------------ | --------------------- | -------------------- | --------------------- |
| 1. März 1972 | Politehnica Timișoara | 2:0 (1:0)            | Steaua Bukarest       |
| 5. März 1972 | Petrolistul Boldești  | 1:2 n. V. (1:1, 1:0) | AS Armata Târgu Mureș |
|              | Tractorul Brașov      | 3:0 (0:0)            | Politehnica Iași      |
|              | Metalul Bukarest      | 1:0 (1:0)            | Steagul Roșu Brașov   |
|              | Dunărea Calafat       | 1:0 (1:0)            | Petrolul Ploiești     |
|              | Unirea Drăgășani      | 2:0 (0:0)            | UTA Arad              |
|              | FC Galați             | 2:1 n. V. (1:1, 0:0) | Farul Constanța       |
|              | Cimentul Medgidia     | 0:2 (0:2)            | CFR Cluj              |
|              | Petrolul Moinești     | 1:4 (0:2)            | Dinamo Bukarest       |
|              | Textila Odorhei       | 0:3 (0:0)            | Jiul Petroșani        |
|              | Metalul Plopeni       | 1:2 (1:0)            | Crișul Oradea         |
|              | Olimpia Râmnicu Sărat | 0:3 (0:2)            | FC Argeș Pitești      |
|              | Olimpia Satu Mare     | 2:1 (1:1)            | Universitatea Craiova |
|              | CFR Timișoara         | 0:1 n. V.            | SC Bacău              |
|              | Minaur Zlatna         | 0:0 n. V.            | Rapid Bukarest        |
| 9. März 1972 | Minerul Baia Mare     | 0:0 n. V.            | Universitatea Cluj    |

## Achtelfinale
| Datum         |                       | Ergebnis             |                    | Ort            |
| ------------- | --------------------- | -------------------- | ------------------ | -------------- |
| 15. März 1972 | Politehnica Timișoara | 1:1 n. V. (1:1, 0:1) | Crișul Oradea      | Arad           |
|               | Jiul Petroșani        | 1:0 (1:0)            | SC Bacău           | Brașov         |
|               | Metalul Bukarest      | 3:1 (1:0)            | FC Argeș Pitești   | Câmpina        |
|               | AS Armata Târgu Mureș | 2:0 (0:0)            | Olimpia Satu Mare  | Oradea         |
|               | FC Galați             | 0:0 n. V.            | Universitatea Cluj | Piatra Neamț   |
|               | Rapid Bukarest        | 2:0 (2:0)            | Unirea Drăgășani   | Pitești        |
|               | Dinamo Bukarest       | 3:2 (1:0)            | Tractorul Brașov   | Ploiești       |
|               | CFR Cluj              | 2:0 (2:0)            | Dunărea Calafat    | Râmnicu Vâlcea |

## Viertelfinale
| Datum         |                  | Ergebnis  |                       | Ort           |
| ------------- | ---------------- | --------- | --------------------- | ------------- |
| 29. März 1972 | Rapid Bukarest   | 1:0 n. V. | FC Galați             | Brașov        |
|               | Jiul Petroșani   | 4:1 (1:1) | CFR Cluj              | Hunedoara     |
|               | Metalul Bukarest | 4:1 (1:1) | AS Armata Târgu Mureș | Sibiu         |
|               | Dinamo Bukarest  | 2:0 (1:0) | Politehnica Timișoara | Turnu Severin |

## Halbfinale
| Datum         |                | Ergebnis                         |                  | Ort      |
| ------------- | -------------- | -------------------------------- | ---------------- | -------- |
| 28. Juni 1972 | Rapid Bukarest | 3:2 (1:0)                        | Metalul Bukarest | Bukarest |
|               | Jiul Petroșani | 2:2 n. V. (2:2, 0:1) (7:6 i. E.) | Dinamo Bukarest  | Pitești  |

## Finale
| Paarung        | Rapid Bukarest – Jiul Petroșani |
| Ergebnis       | 2:0 (2:0) |
| Datum          | 2. Juli 1972 |
| Stadion        | Stadionul 23 August, Bukarest |
| Zuschauer      | 30.000 |
| Schiedsrichter | Gheorghe Limona (Bukarest) |
| Tore           | 1:0 Stelian Marin (3.) 2:0 Alexandru Neagu (27.) |
| Rapid Bukarest | Necula Răducanu, Ion Pop, Nicolae Lupescu, Alexandru Boc, Gheorghe Codrea, Iordan Angelescu, Ion Dumitru, Constantin Năsturescu, Stelian Marin, Alexandru Neagu, Teofil Codreanu (66. Marian Petreanu) Cheftrainer: Bazil Marian |
| Jiul Petroșani | Vasile Suciu, Alexandru Georgescu, Nicolae Georgevici, Andrei Stocker, Gogu Tonca, Gheorghe Kotormani, Dumitru Urmeș (49. Dumitru Stoian), Gheorghe Mulțescu, Petre Libardi, Cristian Făgaș Cheftrainer: Eugen Iordache          |